# Spoorlijn Laluque - Tartas
De spoorlijn Laluque - Tartas is een spoorlijn van Laluque naar Tartas in het Franse departement Landes. De lijn is 13,6 km lang.

## Geschiedenis
De lijn werd geopend door de Societé des chemins de fer d'intérêt local du département des Landes op 27 oktober 1890. Personenvervoer werd definitief opgeheven op 17 december 1949, goederenvervoer tussen Tartas ZI en Tartas was er tot 1993. 

## Aansluitingen
In de volgende plaats is of was er een aansluiting op de volgende spoorlijnen:
Laluque
RFN 655 000, spoorlijn tussen Bordeaux-Saint-Jean en en Irun
lijn tussen Laluque en Saint-Girons